# Đầm lầy nước ngọt

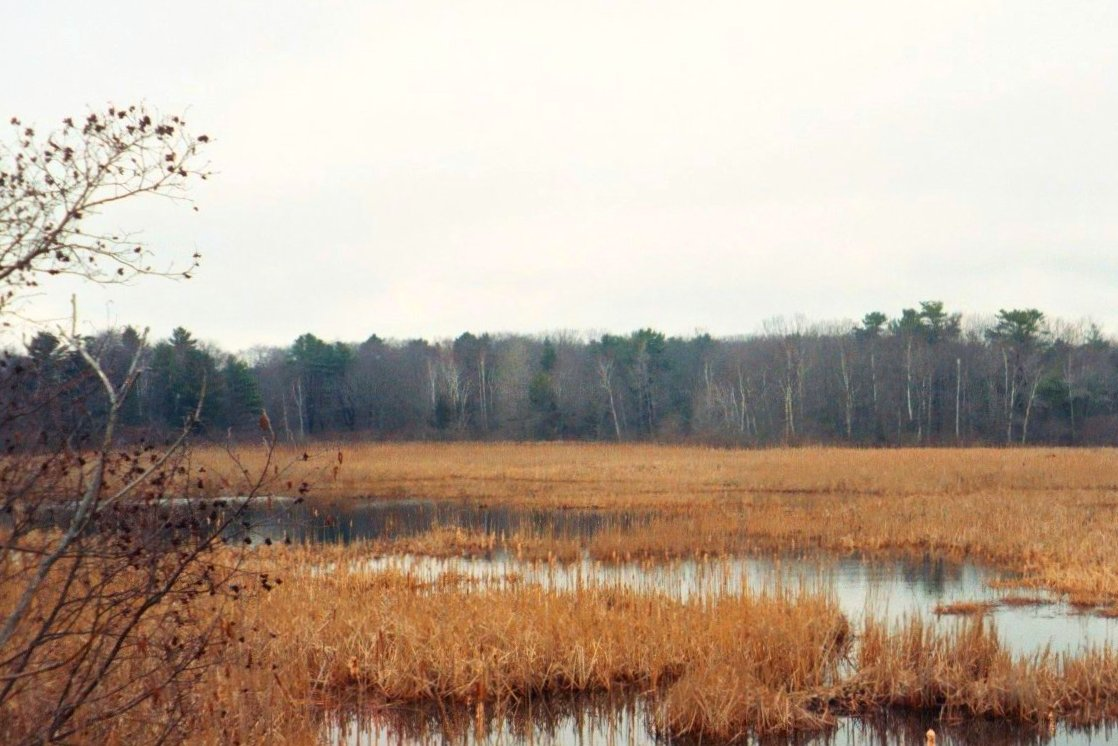
Một đồng lầy nước ngọt ở Kittery Point thuộc tiểu bang Maine, Hoa Kỳ

Đầm lầy nước ngọt là một đầm lầy chứa nước ngọt, thường xuất hiện ở các miệng sông và những khu vực có khả năng tiêu thoát nước kém.
Đầm lầy nước ngọt là những vùng không có cây lớn, không bị ảnh hưởng bởi thủy triều và đất không có than bùn. Loại này rất phổ biến ở vùng duyên hải Vịnh Mexico của Hoa Kỳ, đặc biệt là tiểu bang Florida, trong đó Everglades (Florida) là đầm lầy nước ngọt lớn nhất Hoa Kỳ. Nước ngọt của đầm lầy có thể hình thành từ nguồn nước ngọt khoáng hoá từ nước ngầm, suối hoặc dòng chảy mặt, hoặc có thể hình thành từ nước mưa với ít chất khoáng. Do nước thường có độ pH ở mức trung tính nên nơi đây có rất nhiều loài động thực vật hoang dã với số lượng đông đảo. Một số loài phổ biến là vịt, ngỗng, thiên nga, chim biết hót và nhạn. Trong khi các đầm lầy nước nông thường không có nhiều cá thì các đầm lầy sâu hơn lại là ngôi nhà của rất nhiều loài, trong đó có cá chó Esox lucius và cá chép. Ngoài ra, một số loại thực vật phổ biến các loài thuộc chi Typha (họ Hương bồ), họ Súng và họ Bấc.